# دينيسي سكوت براون
دينيسي سكوت براون (بالإنجليزية: Denise Scott Brown)‏ هي مهندسة معمارية أمريكية، ولدت في 3 أكتوبر 1931 في Nkana ‏ في زامبيا.

## وصلات خارجية
- الموقع الرسمي
- دينيسي سكوت براون على موقع الموسوعة البريطانية (الإنجليزية)
- دينيسي سكوت براون على موقع مونزينجر (الألمانية)